# Dreiperiodensystem
Das Dreiperiodensystem ist eine wissenschaftliche Systematik der Archäologie, das die europäische Urgeschichte anhand charakteristischer Materialien zur Werkzeug-, Waffen- und Schmuckherstellung in die drei Perioden Steinzeit, Bronzezeit und Eisenzeit gliedert. Die Erkenntnis einer solchen Gliederung verhalf der Prähistorie in der ersten Hälfte des 19. Jahrhunderts zu einer wissenschaftlichen Struktur. Grundsätzlich ist diese Gliederung bis heute beibehalten worden, auch wenn mit der Steinzeit damals lediglich die Jungsteinzeit im Fokus der Forscher stand. Eine Definition der Altsteinzeit erfolgte erst 1865 durch John Lubbock, der die Steinzeit damit in die „Periode des geschlagenen Steins“ (Old Stone Age ,Altsteinzeit‘) sowie die „Periode des geschliffenen Steins“ (New Stone Age ,Jungsteinzeit‘) teilte.

## Das Dreiperiodensystem von Thomsen
Das System wurde maßgeblich vom dänischen Archäologen Christian Jürgensen Thomsen entwickelt. 1807 stieß Thomsen zu der im selben Jahr gegründeten „Kommission zur Erhaltung von Altertümern“ unter Leitung von Professor Rasmus Nyerup (1759–1829). 1816 legte Nyerup sein Amt als Leiter der Kommission nieder und Thomsen übernahm diesen Posten. Im Jahre 1819 wurde aus der Altertümersammlung das Dänische Nationalmuseum zu Kopenhagen und Thomsen wurde der erste Kustos der so genannten „Altnordischen Sammlung“. Bei der Neuordnung dieser Sammlung in den Jahren 1821 bis 1825 erkannte er, dass sich der Fundstoff chronologisch in Gebrauchsgegenstände und Waffen aus Stein, Bronze und Eisen gliedern lässt. Die Einengung der Phase, in der Thomsen die neue Zeiteinteilung vornahm, geht aus dem posthum veröffentlichten Briefwechsel zwischen Thomsen und Johann Gustav Gottlieb Büsching aus den Jahren 1823–1825 hervor.
Da es zur Zeit Thomsens keinerlei radiometrische Datierungen gab, halfen ihm lediglich stilistische Beobachtungen bei dieser Sortierung, deren Fundkontext meist nicht überliefert war. Infolge der in Dänemark vergleichsweise wenigen Funde des Spätglazials (Hamburger Kultur, Bromme-Kultur) sowie des Mesolithikums, hatte Thomsen bei Funden aus Stein hauptsächlich als Grabbeigaben überlieferte Objekte aus der Jungsteinzeit im Blick. Als Beispiele der von ihm „heidnische Zeit“ genannten frühesten Phase (heute Jungsteinzeit) werden „Schleifsteine“, „Keile“, „Meißel“, „Messer“ und „Lanzenspitzen“ genannt, die zum Teil aus Feuerstein bestehen und den Abbildungen zufolge der Trichterbecherkultur zuzuordnen sind. Hammeräxte mit rundem oder kantigem Schaftloch deuten auf die Einbeziehung endneolithischer Formen hin, wie sie in der Dolchzeit bzw. Einzelgrabkultur vorkommen. Auch hier handelte es sich überwiegend um Funde aus Gräbern.
Die insgesamt aus der Ordnung der Bestände abgeleitete Dreiteilung der dänischen Vorgeschichte wurde von ihm schließlich 1836 (anonym) im Museumsführer Ledetraad til Nordisk Oldkyndighed veröffentlicht. Die deutsche Übersetzung Leitfaden zur nordischen Alterthumskunde erschien im Jahre 1837 ebenfalls in Kopenhagen.

## Andere Entdecker des Dreiperiodensystems
Bereits 1835 hatte der deutsche Johann Friedrich Danneil einen Bericht über eine Ausgrabung bei Salzwedel verfasst, in welchem er aufgrund von Beobachtungen an Grabhügeln ebenfalls die Dreiteilung der Vorgeschichte postulierte. Ein Jahr später veröffentlichte Georg Christian Friedrich Lisch eine Studie zur chronologischen und ethnologischen Einteilung der Vorgeschichte, die er schließlich 1839 – unter Einfluss von Thomsens Erkenntnissen – zu einem Dreiperiodensystem erweiterte.
Es ist davon auszugehen, dass zumindest Thomsen und Danneil unabhängig voneinander das Dreiperiodensystem entwickelt haben. Dennoch entbrannte um die Frage, wer von beiden zuerst jene Idee hatte, eine heftige Debatte zwischen deutschen und dänischen Archäologen, die hauptsächlich politische Motive hatte, und die deshalb nicht zufällig ihren Höhepunkt während des Deutsch-Dänischen Krieges von 1864 fand. Die deutschen Archäologen Hugo Mötefindt (1893–1932) und Gustaf Kossinna verwiesen beispielsweise darauf, dass Danneil selbst ausgrub, während Thomsen als Museumsdirektor lediglich die Funde von Kollegen auswertete. Dennoch war die Wirkung des Kopenhagener Museumsführers, die auf einer großen Materialbasis beruhte, international weit größer als die regionale Grabungsbeobachtung Danneils.

## Kritik
Erste zeitgenössische Kritik an Thomsens Dreiperiodensystem kam vom deutschen Archäologen Ludwig Lindenschmit, der auf die zeitlichen Unterschiede von Stein- und Bronzeverwendung in Nord- und Süddeutschland verwies. Des Weiteren setzte sich – allerdings erst später – die Vorstellung durch, dass die Übergänge zwischen den Perioden fließend verlaufen; insbesondere zwischen Stein- und Bronzezeit, wozwischen heute eine Übergangsperiode, die Kupfersteinzeit eingefügt wird.
Bereits im 19. Jahrhundert erwies sich das Dreiperiodensystem in seiner Einteilung als zu grob und wurde schon 1859–61 von Thomsens Schüler Jens Jacob Asmussen Worsaae weiter unterteilt. Bis heute unterteilten Generationen von Vor- und Frühgeschichtlern das Dreiperiodensystem in mehrere dutzend Abschnitte.
Das Dreiperiodensystem wurde ursprünglich für Mitteleuropa entwickelt, lässt sich aber auf ganz Europa und weite Teile Asiens anwenden. In Afrika dagegen gibt es keine Bronzezeit, sondern einen direkten Übergang von der Stein- zur Eisenzeit; und auch auf beiden amerikanischen Kontinenten ist das System nicht anwendbar.